# Santa Magdalena del Collell
L'església de Santa Magdalena del Collell és un monument protegit com a Bé Cultural d'Interès Local del municipi de Guixers (Solsonès)

## Situació
La capella està situada a la banda nord de la masia del Collell, a tocar seu, però sense formar-ne part, com una mès de les edificacions auxiliars que la rodegen. El conjunt, emplaçat a 1.355 m d'alçada al llom d'un esperó de la muntanya, és espectacular i constitueix un excepcional mirador de tota la solana de Montcalb fins a les serres de Busa i dels Tossals, que tanquen l'horitzó pel sud. S'hi accedeix fàcilment per la pista asfaltada i ben senyalitzada que surt al km. 20,8 (42° 7′ 6.96″ N, 1° 41′ 47.66″ E / 42.1186000°N,1.6965722°E) de la carretera de Berga a Sant Llorenç de Morunys, a la dreta, i arriba fins a Montcalb. Als 8 km arribarem a la masia després d'haver passat per Bancells, Sisquer, Fontanella i el Pla.

## Descripció
Església d'una nau rectangular capçada per un absis de planta semicircular, estant separat per un arc triumfal, molt barroer, que arrenca de dues impostes aixamfranades. Els murs, molt prims, van ser sobrealçats i l'antiga coberta, probablement de fusta, va ser substituïda per una volta de rajola. La teulada és de dos vessants i cónica a l'absis. Només hi ha una finestra prop de l'absis, d'una esquixada i sortides rectangulars. La porta té una llinda monolítica on ha estat retallat un arc rebaixat molt barroerament. Al damunt hi ha un campanar d'espadanya d'una finestra rectangular. L'església està orientada a l'est i l'aparat és de pedra rústega, trencada a cops de maceta, amb carreus mès grossos per reforçar els angles.

## Notícies històriques
No es coneixen dades documentals d'aquesta església, la qual conserva prou elements com per classificar-la d'alt-medieval. Tot l'edifici traspua gran senzillesa i d'execució elemental. Té un cer interès topològic, car presenta l'existència d'una estructura espacial preromànica, igual que la de Sant Salvador de Golorons (41° 59′ 6.07″ N, 1° 35′ 43.49″ E / 41.9850194°N,1.5954139°E), de Clariana de Cardener. Presenta la segregació de la nau i de l'absis amb unes formes que ja anuncien les formes romàniques, especialment a l'absis semicircular. L'aparell no és un indicador cronològic fiable. Amb tot es proposa una datació similar a Sant Salvador de Golorons, a principis del segle xi, tot i que pot ser més antiga.